# Danh sách đảo theo tên (U)
Danh sách dưới đây liệt kê các đảo bắt đầu bằng ký tự U.
Đây là một danh sách chưa hoàn tất, và có thể sẽ không bao giờ thỏa mãn yêu cầu hoàn tất. Bạn có thể đóng góp bằng cách mở rộng nó bằng các thông tin đáng tin cậy.
A - B - C - D - Đ - E - F - G - H - I - J - K - L - M - N - O - P - Q - R - S - T - U - V - W - X - Y - Z

## U
| Tên đảo          | Quần đảo / Nhóm đảo                                                       | Quốc gia                                                                   |
| ---------------- | ------------------------------------------------------------------------- | -------------------------------------------------------------------------- |
| U Thant          | New York                                                                  | Hoa Kỳ                                                                     |
| Uncatena         | Elizabeth Islands, Massachusetts                                          | Hoa Kỳ                                                                     |
| Ugljan           | Adriatic Sea                                                              | Croatia                                                                    |
| Ujae Atoll       | Ralik Chain                                                               | Quần đảo Marshall                                                          |
| Ujelang Atoll    | Ralik Chain                                                               | Quần đảo Marshall                                                          |
| Ukeshima         | Amami Islands part of the Satsunan Islands part of the Ryukyu Islands     | Nhật Bản                                                                   |
| Ulva             | Paterson Inlet, Stewart Island                                            | New Zealand                                                                |
| Umbrella         | Georgian Bay, Ontario                                                     | Canada                                                                     |
| Umm al Maradim   | Vịnh Ba Tư                                                                | Kuwait                                                                     |
| Umm al-Na'san    | Vịnh Ba Tư                                                                | Bahrain                                                                    |
| Umm an Namil     | Vịnh Ba Tư                                                                | Kuwait                                                                     |
| Umm Hazwarah     | Hawar Islands                                                             | Bahrain                                                                    |
| Umm Jinni        | Hawar Islands                                                             | Bahrain                                                                    |
| Unea             | Vitu Islands                                                              | Papua New Guinea                                                           |
| Unije            | Cres-Lošinj archipelago                                                   | Croatia                                                                    |
| Union            | Grenadines of the Tiểu Antilles                                           | Saint Vincent và Grenadines                                                |
| Unst             | Quần đảo Shetland                                                         | Scotland                                                                   |
| Uotsuri-jima     | Quần đảo Senkaku part of the Sakishima Islands part of the Ryukyu Islands | Administered by Nhật Bản, Claimed by Trung Quốc and the Trung Hoa Dân Quốc |
| Upper Grey Cloud | Minnesota                                                                 | Hoa Kỳ                                                                     |
| Upper Panther    | Arkansas                                                                  | Hoa Kỳ                                                                     |
| Upper Twin       | Ohio River, West Virginia                                                 | Hoa Kỳ                                                                     |
| Uréparapara      | Banks Islands                                                             | Vanuatu                                                                    |
| Urie Lingey      | Quần đảo Shetland                                                         | Scotland                                                                   |
| Urup             | Kuril Islands, Sakhalin Oblast                                            | Nga                                                                        |
| Usedom           | Biển Baltic                                                               | Đức and Ba Lan                                                             |
| Ushishir         | Kuril Islands, Sakhalin Oblast                                            | Nga                                                                        |
| Ushkan           | Hồ Baikal, Siberia                                                        | Nga                                                                        |
| Ustica           | Sicily                                                                    | Ý                                                                          |
| Utirik Atoll     | Ratak Chain                                                               | Quần đảo Marshall                                                          |
| Utsira           | Haugesund, Rogaland                                                       | Na Uy                                                                      |
| Uyea             | Quần đảo Shetland                                                         | Scotland                                                                   |
| Uynarey          | Quần đảo Shetland                                                         | Scotland                                                                   |